# Leskovica (Babušnica)
Leskovica (em cirílico: Лесковица) é uma vila da Sérvia localizada no município de Babušnica, pertencente ao distrito de Pirot, na região de Lužnica. A sua população era de 7 habitantes segundo o censo de 2011.

## Demografia
| 1948 | 1953 | 1961 | 1971 | 1981 | 1991 | 2002 | 2011 |
| ---- | ---- | ---- | ---- | ---- | ---- | ---- | ---- |
| 332  | 327  | 322  | 307  | 193  | 59   | 31   | 7    |